# Saint-Étienne-en-Coglès

Saint-Étienne-en-Coglès este o comună în departamentul Ille-et-Vilaine, Franța. În 1 ianuarie 2018 avea o populație de 1.853 de locuitori.